# Jim Himes

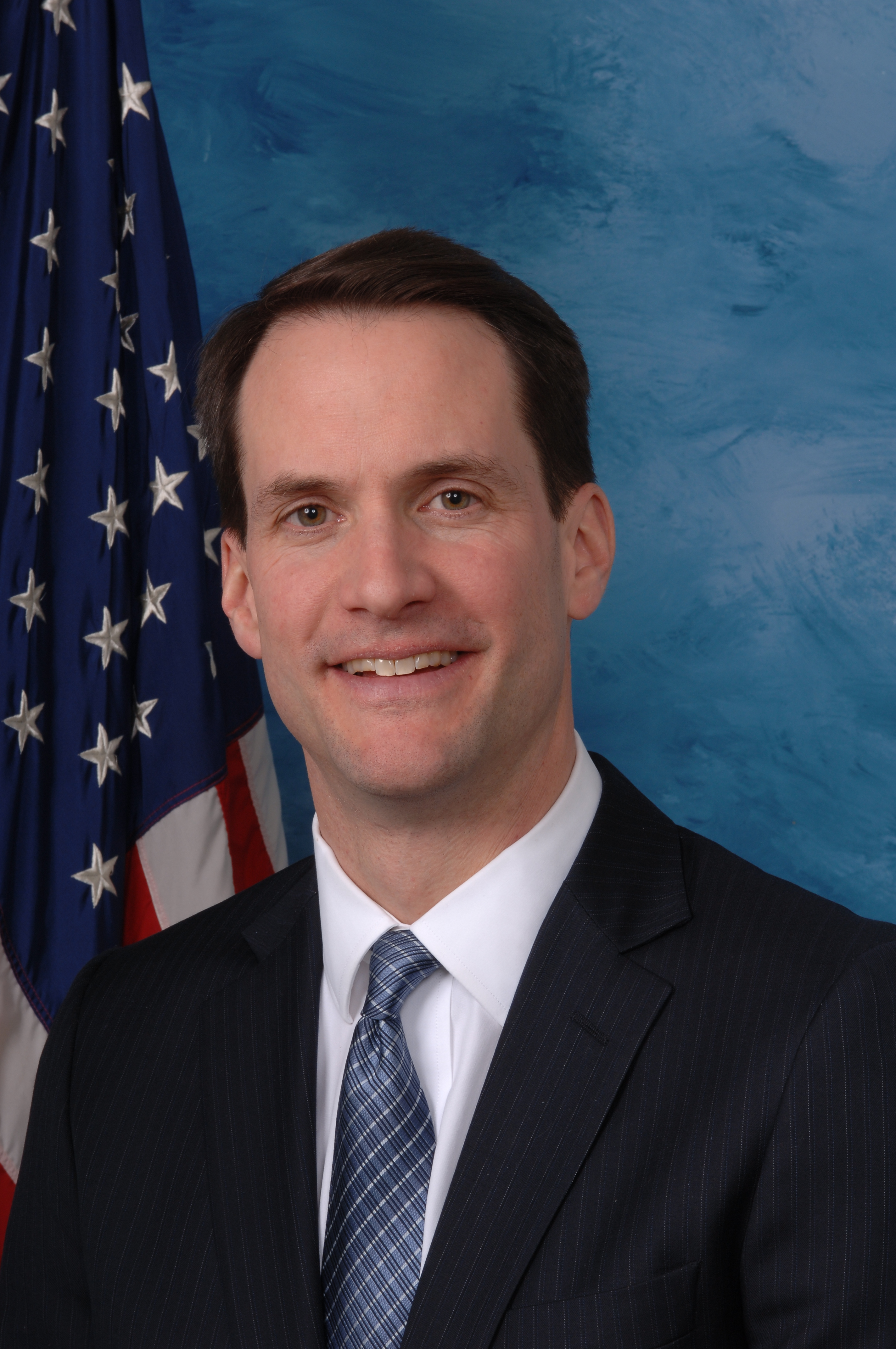
Jim Himes

James Andrew „Jim“ Himes (* 5. Juli 1966 in Lima, Provinz Lima, Peru) ist ein US-amerikanischer Politiker. Seit Januar 2009 vertritt er den vierten Distrikt des Bundesstaats Connecticut im US-Repräsentantenhaus.

## Werdegang
Jim Himes verbrachte seine frühe Kindheit in Peru, wo sein Vater für die Ford Foundation arbeitete. Nach der Scheidung seiner Eltern zog er mit seiner Mutter und zwei Schwestern nach New Jersey. Dort besuchte er die Hopewell Valley Central High School in Pennington (New Jersey). Bis 1988 studierte Himes dann an der Harvard University, die er mit einem Bachelor of Arts abschloss, und anschließend bis 1990 an der Universität Oxford in England, wo er einen Master of Philosophy erlangte.
Nach seiner Studienzeit arbeitete Himes im Bankwesen in Lateinamerika und in New York bei Goldman Sachs und stieg in zwölf Jahren bis zum Vizepräsident auf. Seit 2003 war er für die Non-Profit-Organisation Enterprise Foundation tätig; im Jahr 2007 wurde er deren Vizepräsident. Zwischen 2003 und 2006 arbeitete Himes auch für die Baubehörde (Housing Authority) von Connecticut. In den Jahren 2006 und 2007 war er auch Mitglied in der Steuerschätzungskommission der Stadt Greenwich.
Mit seiner Frau Mary lebt Himes privat in Greenwich (Connecticut). Das Paar hat zwei erwachsene Kinder.

## Politik
Himes ist Mitglied der Demokratischen Partei. Bei den Kongresswahlen 2008 wurde er im vierten Kongresswahlbezirk von Connecticut in das US-Repräsentantenhaus in Washington, D.C. gewählt. Dort trat er am 3. Januar 2009 die Nachfolge des Republikaners Christopher Shays an, den er bei der Wahl mit 51,3 % geschlagen hatte. Er konnte die folgenden sechs Wahlen zwischen 2010 und 2020 ebenfalls gewinnen. Er wurde dabei stets mit mindestens 52 % wiedergewählt. Sein schlechtestes Ergebnis hatte er im Jahr 2010 mit 52 %. Und sein bestes Ergebnis erzielte er bei der Wahl 2020 mit 62,2 %.
Die Primary (Vorwahl) seiner Partei für die Wahlen 2022 wurde mangels weiterer Bewerber abgesagt und Himes erneut zum Kandidaten bestimmt. Damit trat er am 8. November 2022 gegen Jayme Stevenson von der Republikanischen Partei an. Er konnte die Wahl mit 58,9 % der Stimmen klar für sich entscheiden. In der Vorwahl 2024 hatte er wieder keinen Herausforderer; die Republikaner stellten Michael Goldstein auf. In der Hauptwahl setzte sich Himes mit 61,1 % der Stimmen gegen Goldstein durch. Seine aktuelle, insgesamt siebte Legislaturperiode im Repräsentantenhaus des 119. Kongresses läuft noch bis zum 3. Januar 2027.

### Ausschüsse
Himes ist aktuell Mitglied in folgenden Ausschüssen des Repräsentantenhauses:
- Committee on Financial Services
  - Investor Protection, Entrepreneurship, and Capital Markets
  - National Security, International Development, and Monetary Policy Vorsitz
- Permanent Select Committee on Intelligence
  - Defense Intelligence and Warfighter Support
  - Strategic Technologies and Advanced Research
- Select Committee on Economic Disparity and Fairness in Growth